# Дория, Жуан
Жуан Дория (порт. João Doria; род. 16 декабря 1957, Сан-Паулу) — бразильский государственный и политический деятель, бизнесмен. Работал губернатором штата Сан-Паулу с 2019 по 2022 год. 

## Биография
Выходец из генуэзского аристократического рода Дориа и родственник Руй Барбозы, Жуан Дориа родился в семье депутата и предпринимательницы. Его отец подвергся преследованиям после правого переворота 1964 года, и семья нашла убежище в посольстве Чехословакии. 
Жуан работал мэром города Сан-Паулу с 1 января 2017 года до своей отставки 6 апреля 2018 года. Стал первым мэром за 24 года, избранным в первом туре. Являлся членом Бразильской социал-демократической партии и известен тем, что вел телешоу O Aprendiz, бразильскую версию The Apprentice. Подал в отставку с должности мэра в апреле 2018 года, чтобы баллотироваться на пост губернатора штата Сан-Паулу.